# KS-19式100毫米高射炮
KS-19 100毫米高射炮(俄语：100-мм зенитная пушка КС-19)是苏联在二戰结束后使用的主流大口径野战高射炮。

## 设计
內部設計上，KS-19式100毫米高射炮內部設計為单发装填，训练有素的防空炮兵小组可达到15发/分钟的战斗射速。
牽引系統上，KS-19式100毫米高射炮使用ATS-59中型牽引車或AT-T重型牽引車進行火炮機動牽引，讓防空炮兵小組可即時將KS-19式100毫米高射炮部署於防空炮兵陣地或即時帶離防空炮兵陣地。
雷達搜索上，KS-19式100毫米高射炮使用松-9火控雷达（北约命名为 'Fire Can'）與PUAZO-6-19搜索系統進行搜索與瞄準攻擊。

## 使用
蘇聯陸軍集团军級防空炮兵部隊装备该型100毫米高炮，每团2个营，每营装备24门，四型火控雷达和七型指挥仪各3部，至1960年代末被SA-6地對空飛彈取代。
中華人民共和國於1955年1月开始装备於防空炮兵部队，并引进该型高炮生产技术進行仿製，定型为1959式100毫米高射炮。

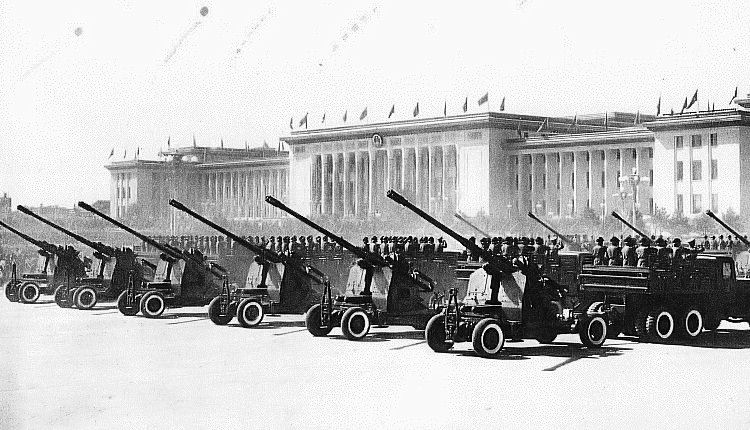
中華人民共和國10周年國慶大閱兵的KS-19式100毫米高射炮方隊

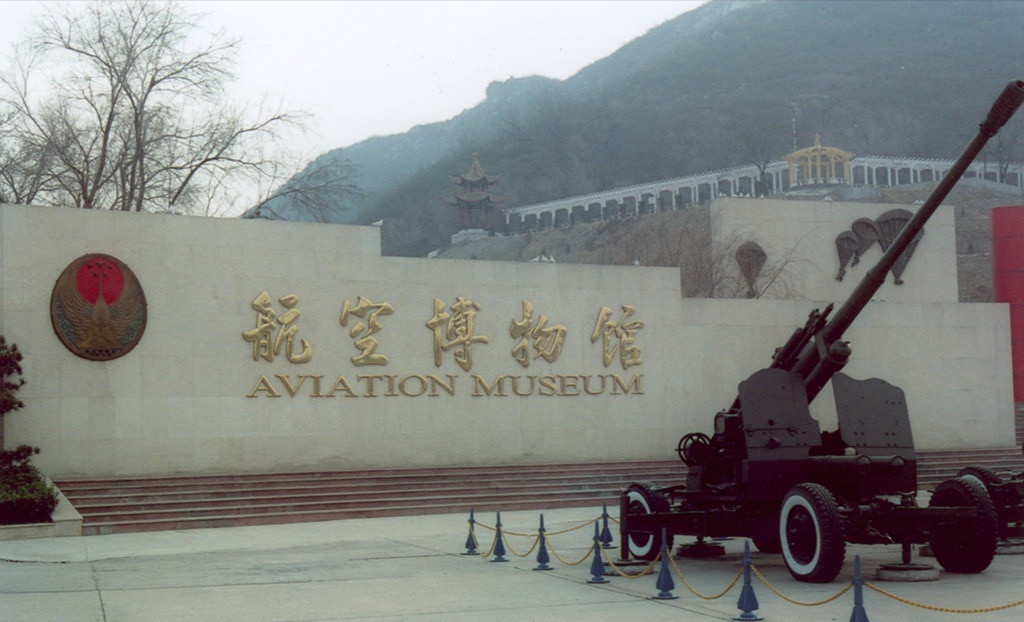
中國人民解放軍空军航空博物馆的1959式100毫米高射炮

## 用户
- 柬埔寨
- 古巴
- 伊朗[2]
- 毛里塔尼亚
- 尼加拉瓜
- [3]
- 羅馬尼亞[4]
- 叙利亚
- 越南
- 葉門
- 阿富汗[3]
- 阿尔巴尼亚
- 阿尔及利亚
- 保加利亚
- 中國
- 捷克斯洛伐克[3]
- 埃及
- 匈牙利
- 伊拉克
- [3]
- 几内亚
- 波蘭
- 摩洛哥
- 越南民主共和国
- 苏联
- 苏丹

## 弹药
使用两种穿甲弹用于反坦克：
- AP-T (Armour Piercing-Tracer)，1000米距离能穿甲185毫米。
- APC-T (Armour Piercing Capped-Tracer)